# Smolensk oblast
För andra betydelser, se Smolensk (olika betydelser).
Smolensk (ryska: Смол́енская о́бласть, Smolenskaja oblast) är ett ryskt län (oblast) i västra Ryssland med en yta på 49 786 km² och lite mindre än 1 miljon invånare. Smolensk är administrativt centrum. Andra större städer är Desnogorsk, Jartsevo, Roslavl, Safonovo och Vjazma.

## Tidszon
Smolensk ligger i Moskvas tidszon (MSK/MSD)